# Torres Torres
Torres Torres (spanisch Torres-Torres) ist eine Gemeinde (municipio) mit 750 Einwohnern (Stand: 2024) in der spanischen Provinz Valencia. Sie befindet sich in der Comarca Camp de Morvedre. 

## Geografie
Torres Torres liegt etwa 28 Kilometer nördlich von Valencia in einer Höhe von ca. 170 m nahe der Mittelmeerküste. Durch die Gemeinde führt die Autovía A-23. 

## Bevölkerungsentwicklung
| Jahr      | 1920 | 1950 | 1970 | 1981 | 1991 | 2001 | 2011 | 2021 |
| Einwohner | 469  | 521  | 430  | 403  | 379  | 451  | 602  | 672  |

## Sehenswürdigkeiten

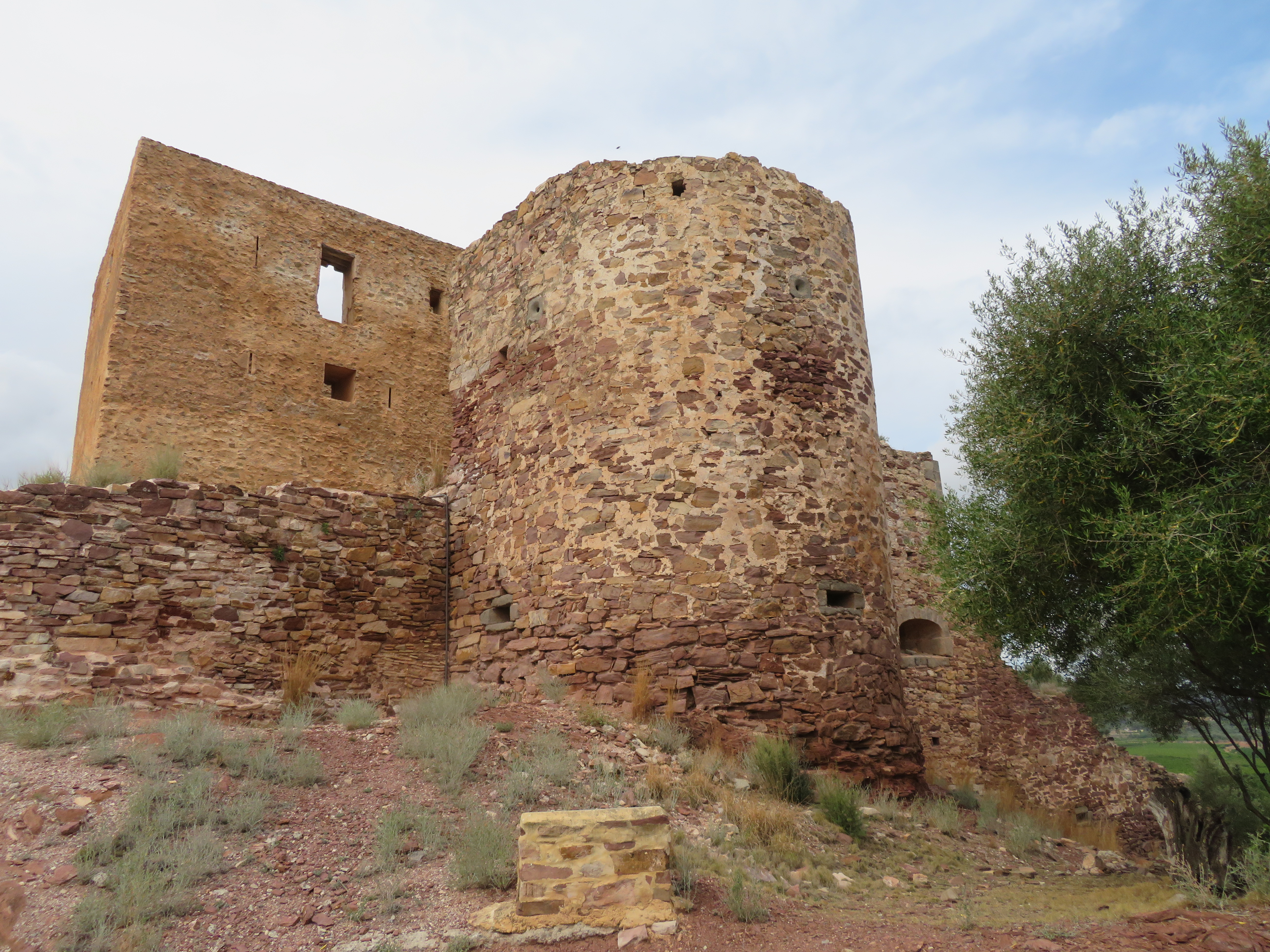
Burgruine
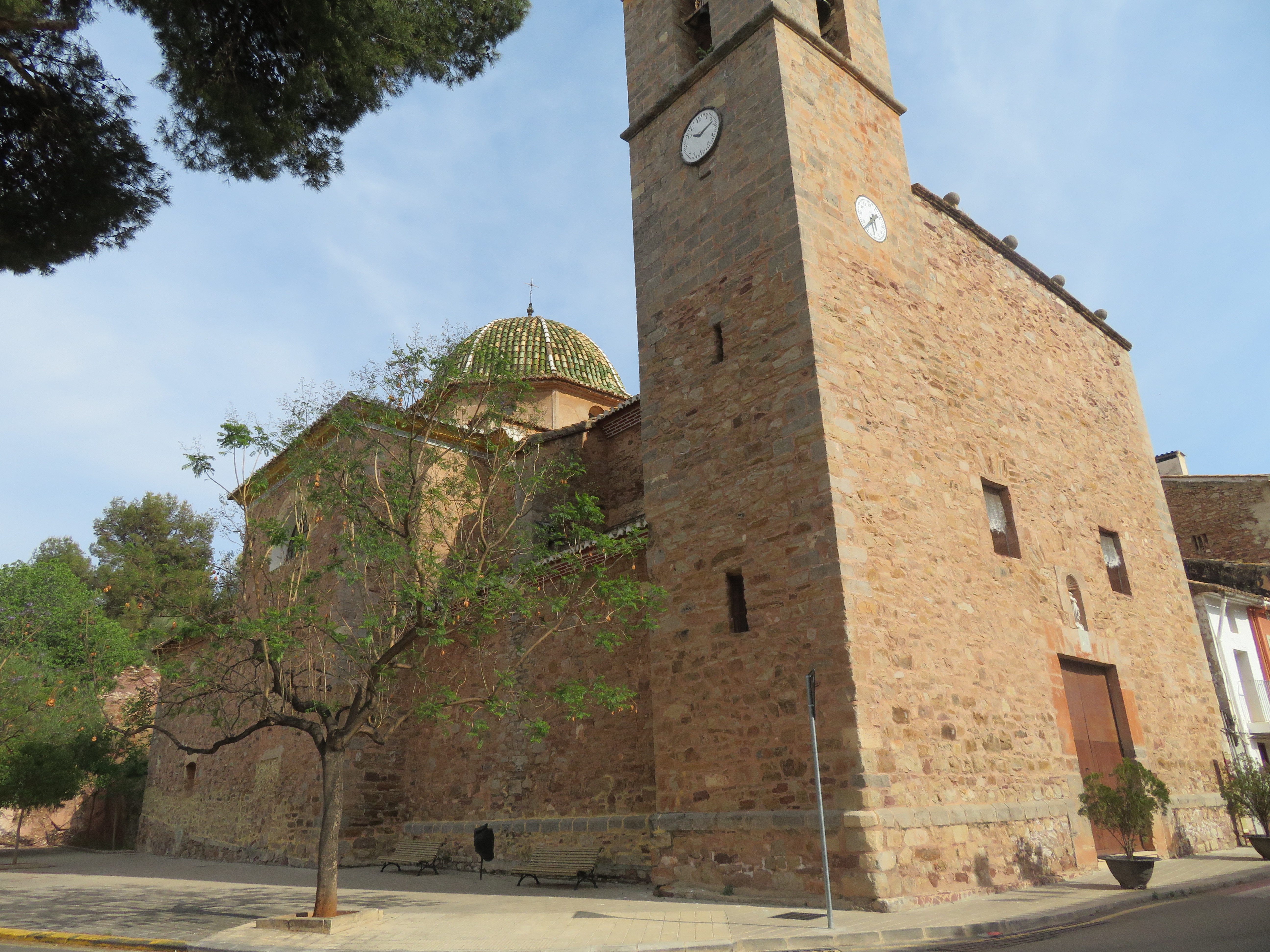
Kirche Mariä Engeln (Iglesia de Nuestra Señora de los Ángeles)
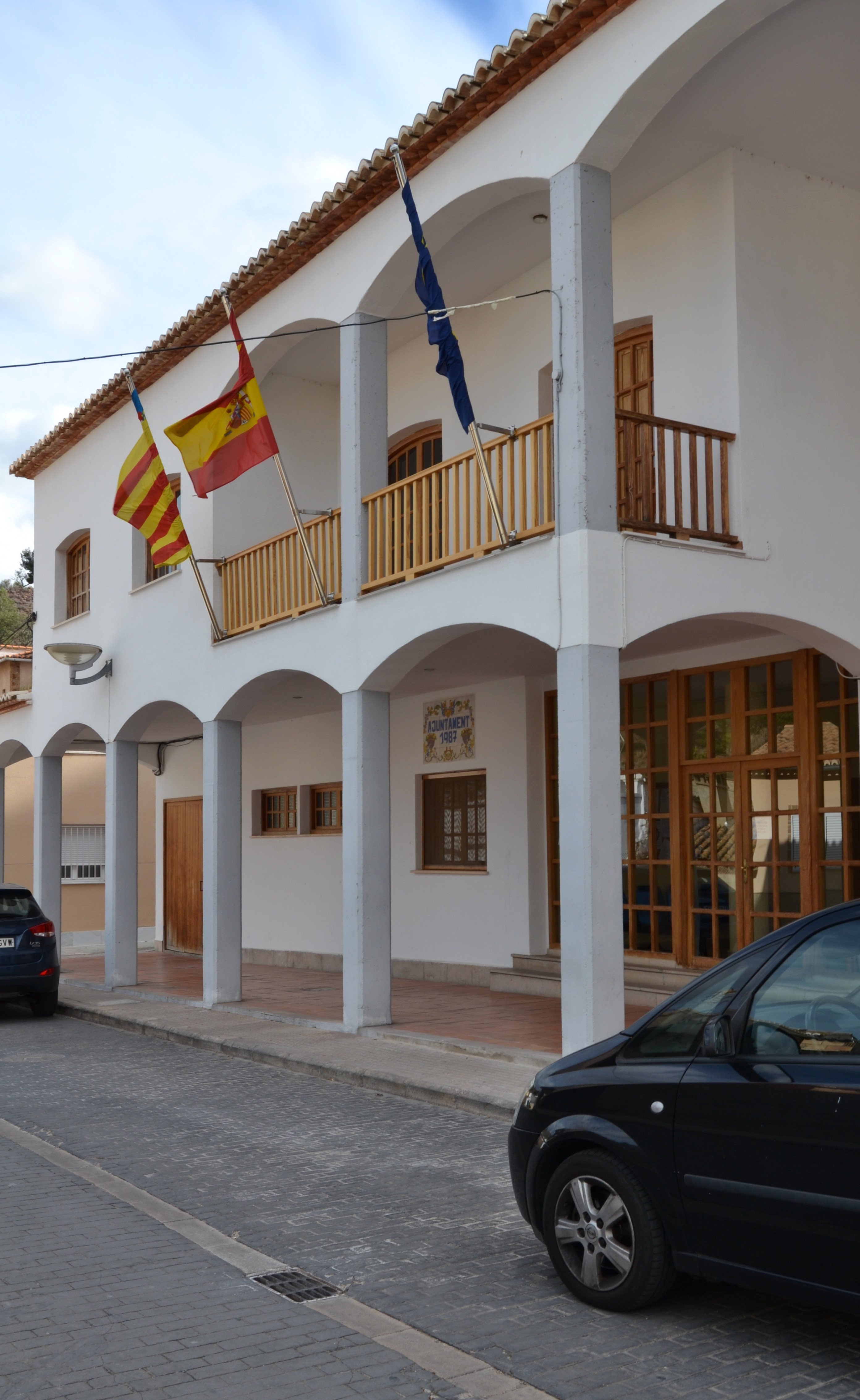
Marienkapelle

- Burgruine
- Kirche Mariä Engeln
- Rathaus